# Золотой леопард
Золотой леопард, или хаплохромис-леопард (лат. Nimbochromis venustus) — тропическая пресноводная рыба из семейства цихлид отряда окунеобразных. Один из 5 видов эндемичного для озера Малави (Ньяса) рода Nimbochromis. Популярная аквариумная рыба.
Видовое научное название venustus в переводе с латыни означает «красивый», «элегантный», «изящный».

## Описание
Длина тела до 25 см, но обычно не превышает 22,5 см. Высота тела составляет 38,1—40,9 % от его длины, длина головы — 32,0—33,8 %, основание спинного плавника — 53,3—57,7 % длины тела. В спинном плавнике 16—17 жёстких лучей и 10—12 мягких, в анальном — 3 жёстких и 9—10 мягких. Основная окраска жёлтая, не очень контрастная, по телу раскиданы большие вертикально вытянутые бурые пятна, голова и грудные плавники без пятен. У половозрелых самцов голова зелёно-голубая.
|                                                                                            |  |  |
| Слева направо: 1 — самец, 2 — самка; 3 — молодая особь, недавно выловленная в озере Малави |  |  |

## Распространение
Эндемик озера Малави (Восточная Африка), в котором широко распространена. Обитает в воде с температурой +25…+27 °C и pH = 7,2—8,8 на глубине от 6 до 23 м. Придонная рыба. Населяет районы озера с песчаным дном, молодые особи могут встречаться на мелководьях возле скал.

## Образ жизни
Питается беспозвоночными и мелкой рыбой. Наблюдали, как молодые особи, частично зарывшись в песке, неподвижно сидели и ожидали, когда какая-нибудь мелкая рыба подплывёт к ним на достаточно близкое расстояние.